# 塔吉克斯坦联合反对派
塔吉克斯坦聯合反對派，是一個由民主派、伊斯蘭主義者、民族主義者組成的塔吉克反對派，在1993年塔吉克內戰後被官方禁止活動。他們反對後共產時代國家領袖埃莫马利·拉赫蒙，並得到阿富汗伊斯蘭國支持。
反對派對拉赫蒙政府取得了成功的進展，推動領導人開始談判。1997年，拉赫蒙政府和反對派達成了和平條約。
在簽訂條約之後，反對黨的幾個單位成為塔吉克斯坦武装力量的一部分，成為了一些最有經驗的部隊。